# Iris Winnifred King
Pour les articles homonymes, voir King.
Iris Winnifred King, née Ewart en 1910 à Kingston (Jamaïque) et morte en 2000 à New York (États-Unis), est une femme politique jamaïcaine. Elle est la première femme maire de la ville de Kingston et la première femme élue à la Chambre des représentants lors des élections législatives d'avril 1962.

## Biographie

### Origines et études
Iris Winnifred King est née à Kingston le 5 septembre 1910. Elle fréquente la Kingston Technical High School puis l'université Roosevelt de Chicago, où elle étudie les sciences politiques et l'administration publique de 1951 à 1953,.

### Carrière politique
De 1958 à 1959, Iris Winnifred King est maire de Kingston ; elle est la première femme jamaïcaine et la première femme noire à occuper cette fonction,. En 1962, elle devient la première femme élue à la Chambre des représentants,.